# Bautzener sorbischer Bürgereid

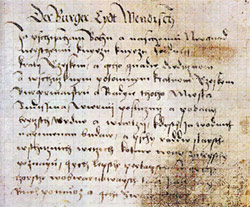
Bautzener Bürgereid

Der sorbische Bürgereid von Bautzen (zeitgenössisch überschrieben mit Der Burger Eydt Wendisch, obersorbisch Budyska přisaha) ist ein regulärer, in sorbischer Sprache abgefasster Bürgereid der Stadt Bautzen aus dem frühen 16. Jahrhundert. Er zählt zu den ältesten umfangreicheren Sprach- und Schriftdenkmälern des obersorbischen Sprachraums und ist somit von sowohl sprach- als auch sozialgeschichtlich außerordentlich hohem Wert.
Als „Entdecker“ dieser Quelle kann der sorbische Pfarrer und Publizist Michał Hórnik identifiziert werden, der die sorbische Öffentlichkeit (sowie die sorabistische Forschung) im Jahr 1875 in einem Aufsatz erstmals auf dieses bedeutende Dokument aufmerksam machte. Jedoch datierte er es, in Unkenntnis des historischen Kontexts, fälschlicherweise in das späte 15. Jahrhundert.

## Historischer Hintergrund
Der Eid ist als handschriftliches Original in einem Bautzener Stadtbuch überliefert, das im Jahre 1532 vom damaligen Bautzener Stadtschreiber Johann Dö(h)len angelegt wurde. Deutscher und sorbischer Bürgereid liegen sich darin auf einer Doppelseite unmittelbar gegenüber. Wann genau der sorbische Eidestext niedergeschrieben wurde und wie lange er in Gebrauch war, lässt sich nicht sicher ermitteln. Der enthaltene Treueschwur auf den böhmischen König, als Markgrafen und Landesherrn der Oberlausitz, wurde mehrfach radiert und geändert, sodass sich an der Stelle, an der der Name des Königs stehen müsste, nur undeutlich die Buchstabengruppen Ferd* und *ulff erkennen lassen, was vermutlich auf die böhmischen Könige Ferdinand I. (1526–1564) und Rudolf II. (1575–1611) hinweist.
In sozial- und kulturgeschichtlicher Hinsicht widerlegt der sorbische Bürgereid eine Behauptung der älteren (nationalistischen) Geschichtsforschung, wonach in der Vormoderne im Bereich der sogenannten Germania Slavica allein Deutschen der Zugang zum Bürgerrecht und damit zu städtischen Gewerben gewährt worden sei, während Slawen bzw. Wenden, wie etwa die Lausitzer Sorben, hiervon per se ausgeschlossen worden seien. Deutlich wird vielmehr, dass sorbischen Neubürgern, die des Deutschen (noch) nicht hinreichend mächtig waren, in Bautzen im 16. Jahrhundert sogar die Möglichkeit eingeräumt wurde, die erworbenen Rechte und Pflichten als vollberechtigte Bürger in ihrer Muttersprache zu beeiden.
Während der deutsche Eidestext auch einen kurzen Passus zu handwerklichen Tätigkeiten enthält, fehlt ein solcher in der sorbischen Version. Daraus ist noch jüngst – ex silentio – der Schluss gezogen worden, dass den Sorben in Bautzen, trotz der Möglichkeit des Bürgerrechtserwerbs, die Ausübung eines ehrlichen Handwerks (vgl. unehrlicher Beruf) nicht gestattet war. Auch diese Vermutung scheint unbegründet – jedenfalls fehlt in der archivalischen Überlieferung der Bautzener Zünfte jedweder Hinweis auf eine gezielte Diskriminierung oder Ablehnung sorbischer Lehrlinge und Handwerker. Darüber hinaus lässt sich weder in Bautzen noch in irgendeiner anderen Stadt der Lausitz ein Sondergruppenrecht für die sorbische Bevölkerung nachweisen, das eine solche strukturelle Benachteiligung (vergleichbar beispielsweise mit der Lage der Juden) erst wirklich belegen würde. Vielmehr wissen wir, dass bereits im 15. Jahrhundert zahlreiche Sorben in Bautzen lebten (sowohl als Bürger als auch als Inwohner) und dabei selbstverständlich auch gewöhnlichen Handwerken und Gewerben nachgingen. Das Fehlen eines eigenen Passus zu handwerklichen Tätigkeiten könnte auch einfach daher rühren, dass der sorbischen Version des Bürgereides ursprünglich eine andere Vorlage zugrunde lag.
Als Rechtsdokument steht der Bautzener sorbische Bürgereid weitgehend singulär da. Weitere sorbische Bürgereide sind bislang nur bekannt aus Lieberose (um 1550) und Kamenz (nach 1763). Darüber hinaus sind in den Quellen noch eine ganze Reihe Untertanen-, Gerichts-, Amts- und Huldigungseide in sorbischer Sprache überliefert.

## Sprache
Die Sprache des sorbischen Bürgereides wird üblicherweise als Obersorbisch mit starken tschechischen sowie niedersorbischen Einflüssen charakterisiert. Zuletzt formulierte der Leipziger Sorabist Edward Wornar jedoch erhebliche Zweifel an dieser Annahme. Seine linguistische Analyse des Textes führte ihn zu dem Ergebnis, dass dieser kaum als genuines obersorbisches Sprachdenkmal bezeichnet werden könne. Vielmehr vermutet Wornar die Vorlage einer tschechischen Eidesformel, die in Bautzen von einem des Obersorbischen mächtigen Schreiber in diese Sprache übertragen und dabei nur leicht verändert wurde. Diese Textübertragung könnte dann von einem weiteren Schreiber, der des Slawischen jedoch offenbar kaum kundig war, in das Stadtbuch eingeschrieben worden sein, wobei ihm einige orthographische Fehler unterliefen.
| Transkription: Ja pſchiſaham Bohu a naſchemŭ Neygnad- neyſchemŭ Knyezu Knyezu Ferd...ulff Kraly Czeſkem, a geho gnadie diediczuom A wſchiczknym potomnym Kraluom Czeſkym Burgermaiſtrŭ a Radyie thoho Mieſta Budiſſina Wiernÿ poſluznÿ a podanÿ beyczſch wedne a wnotzÿ, kdyſch Ja wodnich napomenan budaw, a pſchy raddie ſtayſch wſchicznich weczich kotare wony zalepſchÿ poznayŭ, gych lepſche peytaczſch. A gych horſche wobwarnowayſch t[ack jacko my] Buch pomŭoz a geho Swate S[lowo]. | Übersetzung: Ich schwöre, Gott und unserem allergnä- digsten Herrn, Herrn Ferd...ulff dem Böhmischen König und seiner Gnaden Erben und allen künftigen böhmischen Königen, dem Bürgermeister und dem Rate der Stadt Budissin treu, gehorsam und ergeben zu sein bei Tag und bei Nacht, wenn ich von ihnen aufgefordert werde, und bei dem Rate zu stehen in allen Dingen, welche sie fürs beste befinden, ihr Bestes zu suchen. Und sie vor Übel zu bewahren, s[o wie mir] Gott helfe und sein Heiliges W[ort]. |

Übersetzung nach: Kito Lorenc: Sorbisches Lesebuch. Serbska Čitanka. Leipzig 1981, S. 18.